# Ахмедов, Омари Сиражудинович
Омари́ Сиражуди́нович Ахме́дов (лак. Ахӏмадхъал Оьмари Сиражуттиннул арс; род. 12 октября 1987 года, Кизляр) — российский боец смешанного стиля, выступающий в полутяжёлой, средней и полусредней весовых категориях. На профессиональном уровне выступает с 2010 года, известен по участию в турнирах таких организаций как UFC, ProFC и нескольких менее значимых промоушенов. Двукратный чемпион России по рукопашному бою и панкратиону, мастер спорта международного класса.

## Биография
Омари Ахмедов родился 12 октября 1987 года в городе Кизляре, Республика Дагестан, по происхождению лакец. В детстве, как и многие сверстники, занимался вольной борьбой, проходил подготовку в местной секции, затем в клубах Хасавюрта и Махачкалы, хотя существенных достижений в этом виде спорта не добился. Позже освоил ушу-саньда, побеждал на городских соревнованиях, но тоже выдающихся результатов здесь не добился.

### Любительская карьера
Первые серьёзные достижения Ахмедова в любительском спорте связаны с дисциплинами, близкими к смешанным единоборствам. Он дважды становился чемпионом России по панкратиону, дважды выигрывал российское национальное первенство по армейскому рукопашному бою, при этом удостоился в рукопашном бое звания мастера спорта международного класса и получил чёрный пояс, второй дан. Является чемпионом Дагестана по боевому самбо, победитель турнира по любительскому ММА версии Mix Fight.

### Профессиональная карьера
На профессиональном уровне Ахмедов дебютировал в смешанных единоборствах в январе 2010 года в российском промоушене ProFC, победил своего соперника в первом же раунде удушающим приёмом сзади. Затем в июле провёл ещё один победный поединок, а в ноябре потерпел первое в карьере поражение — на Кубке России в Уфе попался в «гильотину» соотечественника Михаила Царёва.
Несмотря на неудачу, Ахмедов продолжил выступать в смешанных единоборствах и впоследствии сделал серию из одиннадцати побед подряд. Так, в 2011 году он выиграл гран-при ProFC, победив обоих своих оппонентов. В 2012 году на Кубке Санкт-Петербурга по ММА провёл сразу три боя за один вечер и во всех трёх одержал победу, став таким образом чемпионом этого турнира. Позже выступил ещё на нескольких турнирах, во всех случаях неизменно был победителем.
Благодаря череде удачных выступлений получил приглашение принять участие в турнирах крупнейшей бойцовской организации Ultimate Fighting Championship и подписал с ней контракт на четыре боя. Первый бой провёл в ноябре 2013 года в среднем весе против бразильца Тиагу Перпетуу, нокаутировал его в первом же раунде — в итоге этот бой был признан лучшим боем вечера. Затем спустился в полусреднюю весовую категорию, в марте 2014 года встречался с исландцем Гуннаром Нельсоном и проиграл ему удушением «гильотиной». В третьем бою в январе 2015 года единогласным решением судей взял верх над шведом Матсом Нильссоном.

## Статистика в профессиональном ММА
| Результат | Рекорд | Соперник              | Способ                                  | Турнир                                 | Дата            | Раунд | Время | Место                   | Примечание                                                    |
| --------- | ------ | --------------------- | --------------------------------------- | -------------------------------------- | --------------- | ----- | ----- | ----------------------- | ------------------------------------------------------------- |
| Поражение | 24-8-1 | Роб Уилкинсон         | Технический нокаут (остановка доктором) | PFL 10                                 | 25 ноября 2022  | 2     | 5:00  | Нью-Йорк, США           | Бой за титул чемпиона PFL в полутяжёлом весе сезона 2022 года |
| Победа    | 24-7-1 | Джошуа Сильвейра      | Единогласное решение                    | PFL 7                                  | 5 августа 2022  | 3     | 5:00  | Нью-Йорк, США           | Полуфинал плей-офф PFL в полутяжёлом весе                     |
| Победа    | 23-7-1 | Теодорас Аукстуолис   | Удушающий приём (треугольник руками)    | PFL 4                                  | 17 июня 2022    | 2     | 2:50  | Атланта, США            |                                                               |
| Победа    | 22-7-1 | Виктор Пешта          | Нокаут (удары)                          | PFL 1                                  | 20 апреля 2022  | 1     | 1:25  | Арлингтон, Техас, США   |                                                               |
| Поражение | 21-7-1 | Джордан Янг           | Технический нокаут (удары)              | PFL 10                                 | 27 октября 2021 | 3     | 1:32  | Холливуд, Флорида, США  |                                                               |
| Поражение | 21-6-1 | Брэд Таварес          | Раздельное решение                      | UFC 264                                | 10 июля 2021    | 3     | 5:00  | Лас-Вегас, США          |                                                               |
| Победа    | 21-5-1 | Том Бриз              | Удушающий приём (треугольник руками)    | UFC Fight Night: Кьеза vs. Магни       | 20 января 2021  | 2     | 3:19  | Абу-Даби, ОАЭ           |                                                               |
| Поражение | 20-5-1 | Крис Вайдман          | Единогласное решение                    | UFC Fight Night: Lewis vs. Oleinik     | 8 августа 2020  | 3     | 5:00  | Лас-Вегас, США          |                                                               |
| Победа    | 20-4-1 | Иан Хейниш            | Единогласное решение                    | UFC 245                                | 14 декабря 2019 | 3     | 5:00  | Лас-Вегас, США          |                                                               |
| Победа    | 19-4-1 | Зак Каммингс          | Единогласное решение                    | UFC 242                                | 7 сентября 2019 | 3     | 5:00  | Абу-Даби, ОАЭ           |                                                               |
| Победа    | 18-4-1 | Тим Боуч              | Единогласное решение                    | UFC Fight Night 146                    | 9 марта 2019    | 3     | 5:00  | Уичито, США             |                                                               |
| Ничья     | 17-4-1 | Марвин Веттори        | Ничья большинством                      | UFC 219                                | 30 декабря 2017 | 3     | 5:00  | Лас-Вегас, США          |                                                               |
| Победа    | 17-4   | Абдул Разак Альхассан | Раздельное решение                      | UFC Fight Night 109                    | 28 мая 2017     | 3     | 5:00  | Стокгольм, Швеция       |                                                               |
| Победа    | 16-4   | Кайл Ноук             | Единогласное решение                    | UFC Fight Night 101                    | 26 ноября 2016  | 3     | 5:00  | Мельбурн, Австралия     |                                                               |
| Поражение | 15-4   | Элизеу дус Сантус     | Технический нокаут (удары коленями)     | UFC on Fox: Teixeira vs. Evans         | 16 апреля 2016  | 3     | 3:03  | Тампа, США              |                                                               |
| Поражение | 15-3   | Сержиу Мораис         | Технический нокаут (удары)              | UFC Fight Night 80                     | 10 декабря 2015 | 3     | 2:18  | Лас-Вегас, США          |                                                               |
| Победа    | 15-2   | Брайан Эберсоул       | Технический нокаут (травма ноги)        | UFC Fight Night: Boetsch vs. Henderson | 6 июня 2015     | 1     | 5:00  | Новый Орлеан, США       |                                                               |
| Победа    | 14-2   | Матс Нильссон         | Единогласное решение судей              | UFC 182: Jones vs. Cormier             | 3 января 2015   | 3     | 5:00  | Лас-Вегас, США          |                                                               |
| Поражение | 13-2   | Гуннар Нельсон        | Удушающий приём «гильотина»             | UFC Fight Night: Gustafsson vs. Manuwa | 8 марта 2014    | 1     | 4:36  | Лондон, Англия          |                                                               |
| Победа    | 13-1   | Тиагу Перпетуу        | Нокаут ударами руками                   | UFC Fight Night: Belfort vs. Henderson | 9 ноября 2013   | 1     | 3:31  | Гояния, Бразилия        |                                                               |
| Победа    | 12-1   | Фабрисиу Нассименту   | Удушающий приём «гильотина»             | Северный десант                        | 13 мая 2013     | 1     | 0:53  | Югра, Россия            |                                                               |
| Победа    | 11-1   | Рафал Харатык         | Нокаут ударом рукой                     | Битва звёзд                            | 22 декабря 2012 | 1     | 2:26  | Махачкала, Россия       |                                                               |
| Победа    | 10-1   | Сергей Карпов         | Удушающий приём «гильотина»             | Колизей. Битва чемпионов               | 21 октября 2012 | 1     | 4:58  | Уфа, Россия             |                                                               |
| Победа    | 9-1    | Александр Бойко       | Удушающий приём «гильотина»             | Золотой кубок                          | 9 сентября 2012 | 1     | 1:02  | Одесса, Украина         |                                                               |
| Победа    | 8-1    | Алиер Исаков          | Технический нокаут ударами руками       | Кубок Санкт-Петербурга по ММА          | 12 апреля 2012  | 1     | 3:05  | Санкт-Петербург, Россия |                                                               |
| Победа    | 7-1    | Талех Наджафзаде      | Технический нокаут ударами руками       | Кубок Санкт-Петербурга по ММА          | 12 апреля 2012  | 1     | 0:20  | Санкт-Петербург, Россия |                                                               |
| Победа    | 6-1    | Акбар Навизаде        | Технический нокаут ударами руками       | Кубок Санкт-Петербурга по ММА          | 12 апреля 2012  | 1     | 2:30  | Санкт-Петербург, Россия |                                                               |
| Победа    | 5-1    | Михаил Истомин        | Болевой приём рычаг локтя               | ProFC: GPG Россия. Первый этап         | 1 октября 2011  | 1     | 1:22  | Волгоград, Россия       |                                                               |
| Победа    | 4-1    | Владимир Семёнов      | Раздельное решение судей                | ProFC: GPG Россия. Первый этап         | 1 октября 2011  | 2     | 5:00  | Волгоград, Россия       |                                                               |
| Победа    | 3-1    | Муса Арслангаджиев    | Технический нокаут ударами руками       | Кубок Уркараха                         | 22 июля 2010    | 1     | 3:50  | Уркарах, Россия         |                                                               |
| Поражение | 2-1    | Михаил Царёв          | Удушающий приём «гильотина»             | ProFC. Кубок России. Второй этап       | 28 ноября 2010  | 2     | 4:29  | Уфа, Россия             |                                                               |
| Победа    | 2-0    | Магомед Умаров        | Единогласное решение судей              | Кубок Чёрного моря по панкратиону      | 9 июля 2010     | 2     | 5:00  | Анапа, Россия           |                                                               |
| Победа    | 1-0    | Ишхан Закарян         | Удушающий приём сзади со спины          | ProFC: Fight Night 2                   | 30 января 2010  | 1     | 3:40  | Чалтырь, Россия         |                                                               |